# 헤르만 도예베르트

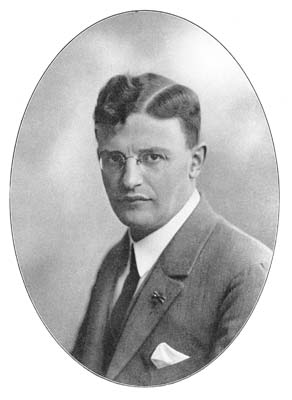
헤르만 도예베르트(Herman Dooyeweerd)

헤르만 도예베르트(Herman Dooyeweerd, 1894년 10월 7일 -1977년 2월 12일)는 네덜란드 법학자 그리고 철학자이며  법이념 철학사상(Philosophy of the Cosmonomic Idea)를 디르크 볼렌호븐(Dirk Vollenhoven)과 함께 창안하였다.
도예베르트는 일상 경험에서의 다양성과 일관성, 이론적 사상의 초월적 조건들, 종교, 철학과 과학 이론 간의 관계성, 그리고 의미, 존재, 시간과 자아에 대한 이해와 관련된 철학 및 기타 학문 분야에 여러 공헌을 했다. 도예베르트는 현실이 존재하고, 의미가 있고, 경험되고, 발생하는 15개의 관점 (또는 양상들, 또는 양상 관점 또는 양상의 법 영역)으로 아주 유명하다. 이 관점들은 환경, 지속성, 농업, 비즈니스, 정보 시스템 및 개발과 같은 다양한 분야에서 실용적인 분석, 연구 및 교육의 응용 프로그램에서 찾아 진다.

## 도예베르트의 철학비평
도예베르트는 대륙 철학의 전통을 따르는 서구 철학을 내재적이며 초월적인 비평의 관점으로 보았다.
 내재적 비평에서 그는 철학자들의 작품을 내면, 내재, 자신의 용어들, 기본 전제들을 가지고 깊은 깊은 문제를 나타내기 위해서는 각각의 전통을 이해해야 한다고 한다.
근본적 동기는 영향속에서 현실을 해석하게 하는 영적인 추진력이라고 한다. 도예베르트는 자연에 대한 3가지의 이원론적 사상을 포함하여 4가지의 중요한 기초 동기를 정의한다:
1. 그리스 철학의 형상과 물질의 분리
2. 성경 사상의 창조-타락-구속 모티브(히브리어, 셈족)
3. 중세 스콜라 사상의 자연-은총의 분리
4. 인문주의적 계몽주의 사상의 자연-자유성의 분리

도예베르트는 임마누엘 칸트의 이론적 사상에서 초월적 비평을 하였다. 반면 칸트 및 후설은 이론적 사고를 만드는 조건들을 추구한 반면에 그들은 이론적 태도를 전제하였다.
도예베르트는 모든 "좋은" 철학은 세 가지 기본적인 요소를 가져야 한다고 한다:
1. 세계
2. 합리성의 일관성
3. 기원의 의미

각각의 철학자가 타인의 기본적인 동기를 마음을 열어 인정한다면 이것은 다른 이론적이며 철학적 방법을 서로가 대화할 수 있게 한다고 한다. 결과적으로 도예르베르트는 신 칼빈주의자들과 그리고 아브라함 카이퍼에게서 영향 받은 창조-타락-구속의 개념을 자신의 근거로서 명료하게 했다.

## 도예베르트의  우주법 철학(Philosophy of the Cosmonomic Idea)
도예베르트의 법이념 철학사상(Philosophy of the Cosmonomic Idea)은 세 가지 요소는 다음과 같다.
첫째로, 사상의 선 이론적 태도이다. 이것은 이해의 출발점이요 이론적 사상을 가능케 하는 것이다.
둘째로, 본질적으로 종교적인 실재의 본질에 관하여 다른 전제(근본 동기들)에 뿌리를 두는 것이다.
셋째, 의미는 존재나 과정보다도 더 근본적이라고 본다.

### 학문의 다양성
이것은 학문의 적용에 관한 것이다. 모든 학자들은 서로 다른 관점을 가지고 자신의 분야를 연구한다는 것이다.

### 관점
의미는 다양한 관점이 있다.
- 정량적 측면:
- 공간적인 측면:지속적인 확장
- 운동학적 양상:흐르는 운동
- 물리적 측면 에너지,물질
- Biotic/유기농 측면 삶의 기능,자체 유지보수
- 민감/심령 측면을 느끼고 반응
- 분석적인 측면 구별,개념화
- 역사적 측면
- 언어:상징적인 교통
- 사회적 측면:사회적인 상호 작용
- 경제적 측면을 검소한 리소스 사용
- 미적 측면이 조화,놀람,재미
- 법적 측면에:때문에(권한,책임)
- 윤리적 측면을 자주 사랑
- Pistic 측면:믿음,시각,헌신,믿음

### 관점의 적용들
간단하게 설명하면 관점은 방법의 의미 있는 법칙을 만들낸다.

## 같이 보기
- 헨드릭 G. 스토커

## 참고 문헌
- 최용준, 도예베르트와 볼렌호벤의 생애와 사상 보관됨 2017-09-30 - 웨이백 머신
- 한상화, 도예베르트의이론적 산고에 대한 선험적 비판과 우주법 이념의 중심성